# Леях
Леях (англ. Leiah) — город в провинции Пенджаб, Пакистан, расположен в одноимённом округе. Население — 83 970 чел. (на 2010 год).

## История
Город был основан в 1550 году Камалем Ханом, потомком основателя Дера-Гази-Хана.

## Демография
| 1961   | 1972   | 1981   | 1998   | 2010   |
| ------ | ------ | ------ | ------ | ------ |
| 19 608 | 33 549 | 51 482 | 70 272 | 83 970 |